# IBM System/360

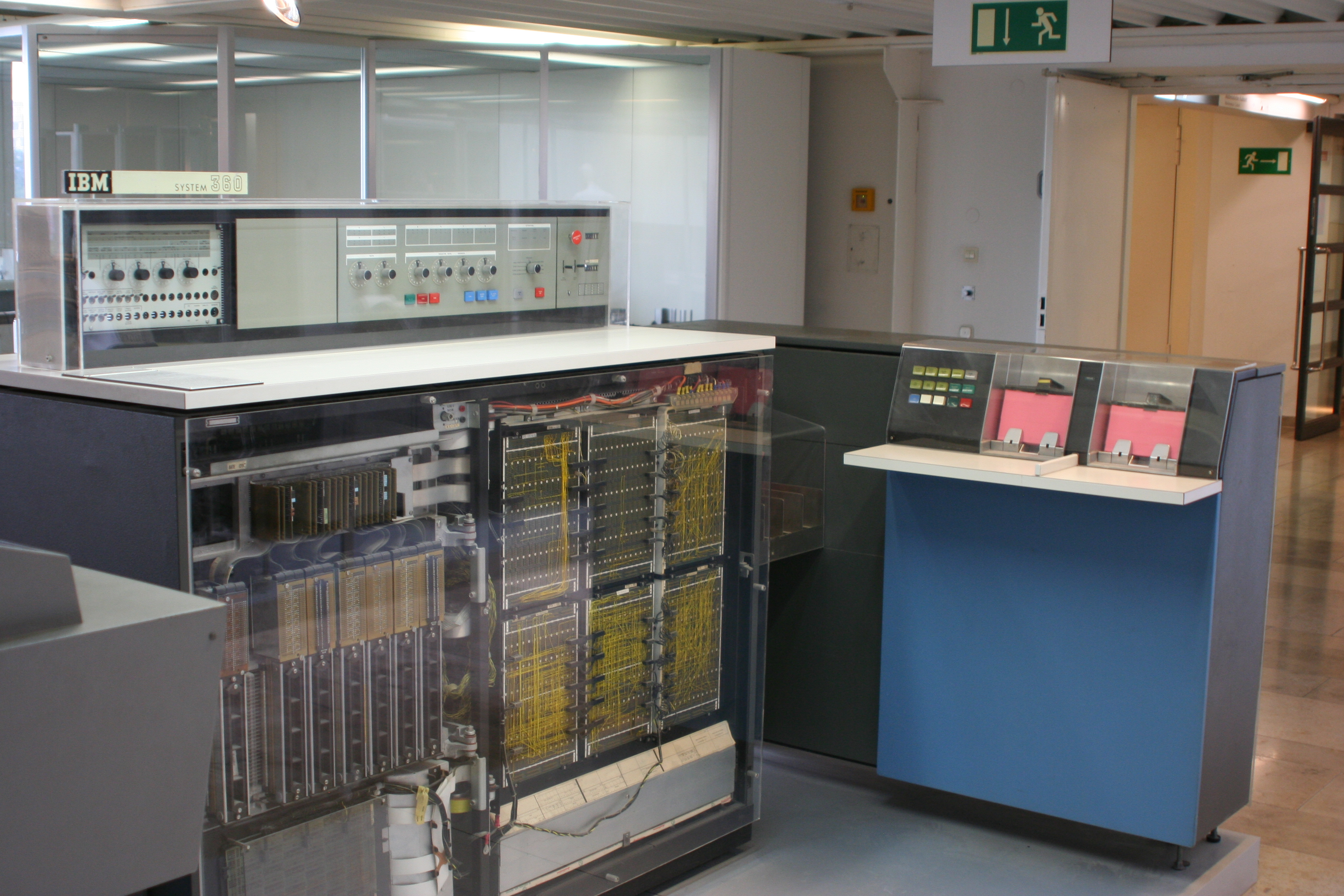
Um IBM System 360/20 no Deutsches Museum em Munique, Alemanha. Os painéis frontais foram removidos. Um IBM 2560 MFCM é visto à direita.

O IBM System/360 (S/360) constitui-se numa família de mainframe lançada pela IBM em 7 de Abril de 1964. Foi a primeira família de computadores a fazer uma distinção clara entre a arquitectura e a implementação, permitindo que a IBM lançasse um conjunto de projectos compatíveis em várias faixas de preço. Foi comercialmente muito bem-sucedido, permitindo que os consumidores comprassem um sistema menor sabendo que sempre poderiam migrar para um modelo mais avançado em caso de necessidade. O projecto é considerado por muitos como sendo um dos mais bem-sucedidos da história dos computadores, influenciando o desenho de novas máquinas por anos a fio. O responsável pela arquitectura do S/360 foi Gene Amdahl.